# Challenge Desgrange-Colombo 1957
De Challenge Desgrange-Colombo 1957 was de tiende editie van dit regelmatigheidsklassement.
Er waren elf koersen die meetelden voor de Challenge Desgrange-Colombo: vier in België, drie in Frankrijk en Italië en één in Zwitserland. Renners moesten in elk van de organiserende landen (Frankrijk, Italië en België) aan minimaal één wedstrijd hebben meegedaan om in aanmerking te komen voor het eindklassement. Deelname aan de Ronde van Zwitserland was hiervoor niet verplicht.
De Belg Fred De Bruyne, die vorig jaar het eindklassement had gewonnen, won dit jaar wederom de Challenge Desgrange-Colombo. Dit jaar schreef hij naast de dubbel van de Ronde van Vlaanderen en Parijs-Roubaix, ook Parijs-Tours op zijn naam. Het was de eerste keer dat iemand het eindklassement voor een tweede maal op rij wist te winnen en De Bruyne was nog maar de tweede renner die de Challenge Desgrange-Colombo voor een tweede keer wist te winnen (na Ferdi Kübler, die in 1950, 1952 en 1954 eindwinnaar was). Raymond Impanis, eveneens uit België, legde beslag op de tweede plek en Girowinnaar Gastone Nencini werd derde. Het landenklassement werd voor de vierde keer in successie gewonnen door België.

## Wedstrijden
| Datum           | Koers                        | Winnaar                          |
| --------------- | ---------------------------- | -------------------------------- |
| 19 maart        | Milaan-San Remo (1957)       | Miguel Poblet                    |
| 31 maart        | Ronde van Vlaanderen (1957)  | Fred De Bruyne                   |
| 7 april         | Parijs-Roubaix (1957)        | Fred De Bruyne                   |
| 22 april        | Parijs-Brussel (1957)        | Leon Vandaele                    |
| 4 mei           | Waalse Pijl (1957)           | Raymond Impanis                  |
| 5 mei           | Luik-Bastenaken-Luik (1957)  | Germain Derijcke Frans Schoubben |
| 18 mei–9 juni   | Ronde van Italië (1957)      | Gastone Nencini                  |
| 12 juni–20 juni | Ronde van Zwitserland (1957) | Pasquale Fornara                 |
| 27 juni–20 juli | Ronde van Frankrijk (1957)   | Jacques Anquetil                 |
| 6 oktober       | Parijs-Tours (1957)          | Fred De Bruyne                   |
| 20 oktober      | Ronde van Lombardije (1957)  | Diego Ronchini                   |

## Puntenverdeling
| Wedstrijd                      | 1e | 2e | 3e | 4e | 5e | 6e | 7e | 8e | 9e | 10e | 11e | 12e | 13e | 14e | 15e |
| ------------------------------ | -- | -- | -- | -- | -- | -- | -- | -- | -- | --- | --- | --- | --- | --- | --- |
| Rondes van Italië en Frankrijk | 40 | 34 | 30 | 26 | 22 | 20 | 18 | 16 | 14 | 12  | 10  | 8   | 6   | 4   | 2   |
| Overige wedstrijden            | 20 | 17 | 15 | 13 | 11 | 10 | 9  | 8  | 7  | 6   | 5   | 4   | 3   | 2   | 1   |

## Eindklassementen

### Individueel
| Plek | Renner              | Punten |
| ---- | ------------------- | ------ |
| 1    | Fred De Bruyne      | 90     |
| 2    | Raymond Impanis     | 76     |
| 3    | Gastone Nencini     | 70     |
| 4    | Louison Bobet       | 58     |
| 5    | Miguel Poblet       | 55     |
| 6    | Jef Planckaert      | 48     |
| 7    | Marcel Janssens     | 47     |
| 8    | Jacques Anquetil    | 46     |
| 9    | Nino Defilippis     | 43     |
| 10   | Adolf Christian     | 36     |
| 10   | Pasquale Fornara    | 36     |
| 12   | Leon Vandaele       | 35     |
| 13   | Ercole Baldini      | 30     |
| 13   | Rik Van Steenbergen | 30     |
| 15   | Frans Schoubben     | 29,5   |
| 16   | Jean Adriaensens    | 29     |
| 17   | Jean Forestier      | 26     |
| 17   | Charly Gaul         | 26     |
| 19   | Norbert Kerckhove   | 25     |
| 20   | Angelo Conterno     | 24     |
| 20   | Raphaël Géminiani   | 24     |
| 22   | Nicolas Barone      | 23     |
| 22   | André Darrigade     | 23     |
| 24   | Jesús Loroño        | 22     |
| 24   | Diego Ronchini      | 22     |
| 26   | Germain Derijcke    | 21,5   |
| 27   | Désiré Keteleer     | 21     |
| 28   | Jacques Dupont      | 19     |
| 28   | Julien Schepens     | 19     |
| 30   | Wout Wagtmans       | 18     |

### Landen
Voor het landenklassement telden de punten van de beste vijf renners per koers mee.
| Plek | Land             | Punten |
| ---- | ---------------- | ------ |
| 1    | België           | 593    |
| 2    | Frankrijk        | 359    |
| 3    | Italië           | 318    |
| 4    | Spanje           | 80     |
| 5    | Nederland        | 43     |
| 6    | Oostenrijk       | 36     |
| 7    | B.R. Duitsland   | 26     |
| 7    | Luxemburg        | 26     |
| 9    | Zwitserland      | 24     |
| 10   | Groot-Brittannië | 15     |
| 11   | Ierland          | 9      |
| 12   | Denemarken       | 4      |

1948 · 1949 · 1950 · 1951 · 1952 · 1953 · 1954 · 1955 · 1956 · 1957 · 1958